# Platylabus rubricapensis
Platylabus rubricapensis är en stekelart som beskrevs av Léon Abel Provancher 1882. Platylabus rubricapensis ingår i släktet Platylabus och familjen brokparasitsteklar. Inga underarter finns listade i Catalogue of Life.